# Houffalize

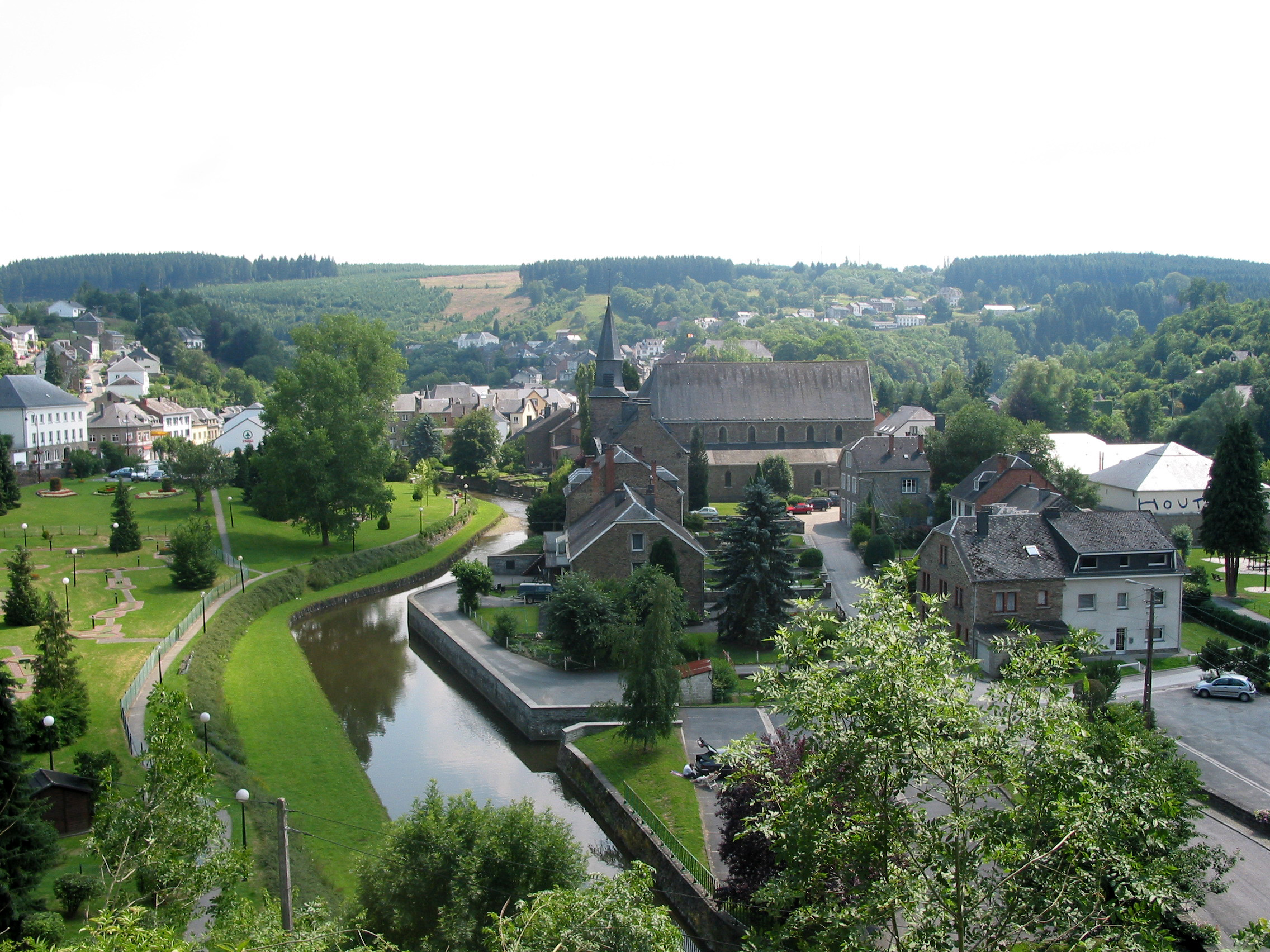
Zicht op Houffalize

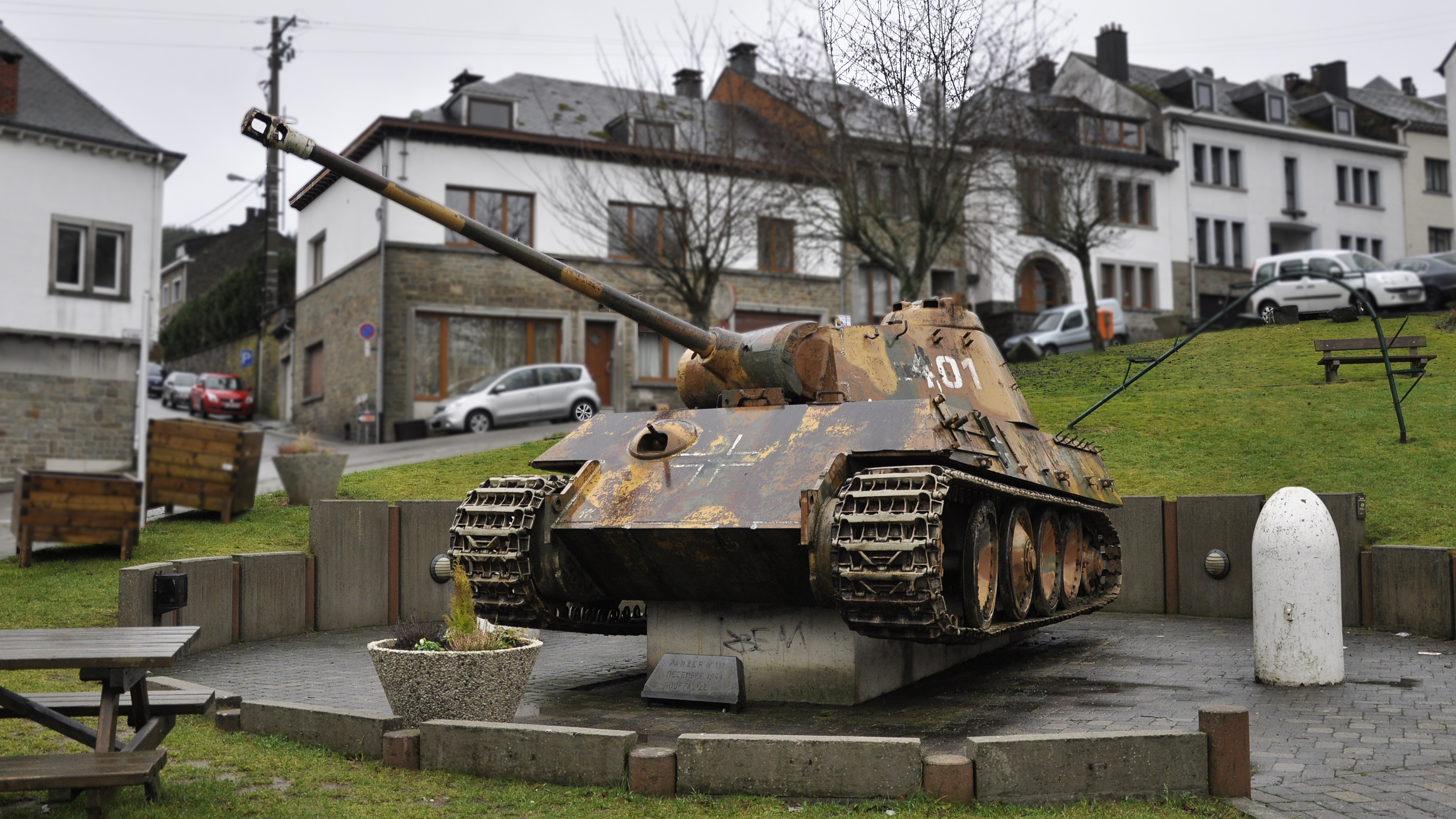
Duitse Panther G Late tank op de Place Roi Albert

Houffalize (Luxemburgs: Haufelescht; Duits: Hohenfels) is een Belgische stad in de provincie Luxemburg, die aan de oever van de Ourthe ligt. De stad telt ruim 5000 inwoners.

## Geschiedenis
In Houffalize stonden ooit drie kastelen. Het meest recente - uit de 17e eeuw - werd door een bombardement tijdens de slag om de Ardennen verwoest. In de Sint-Catharinakerk ligt een goed bewaard gebleven gisant gebeeldhouwd van zwarte kalksteen voor de dertiende-eeuwse graaf Diederik II van Houffalize. De kerk is het enige restant van een voormalig klooster.
Tijdens de Slag om de Ardennen werd het stadje fel belaagd waarbij het verscheidene bombardementen van de geallieerden onderging. Er vielen 197 burgerdoden. Een stille getuige van de strijd is het Tankmonument van de Panzerkampfwagen V Panther, nummer 111 van de 116e Panzerdivisie, op de Place Roi Albert. Hij werd in 1948 uit de Ourthe gehaald, onder de brug te Houffalize.

## Kernen

### Deelgemeenten
| # | Naam       | Opp. (km²) | Inwoners (2020) | Inwoners per km² | NIS-code |
| - | ---------- | ---------- | --------------- | ---------------- | -------- |
| 1 | Houffalize | 4,99       | 1.255           | 251              | 82014A   |
| 2 | Mont       | 27,66      | 680             | 25               | 82014B   |
| 3 | Tailles    | 12,83      | 576             | 45               | 82014C   |
| 4 | Wibrin     | 23,45      | 510             | 22               | 82014D   |
| 5 | Mabompré   | 22,41      | 260             | 12               | 82014E   |
| 6 | Nadrin     | 32,96      | 980             | 30               | 82014F   |
| 7 | Tavigny    | 42,96      | 933             | 22               | 82014G   |

### Overige kernen
Andere kernen op het gemeentelijk grondgebied die steeds deel uit maakten van een van de voormalige gemeenten of Houffalize zelf zijn onder meer Achouffe, Alboumont, Bœur, Bonnerue, Buret, Cetturu, Chabrehez, Cowan, Dinez, Engreux, Filly, Fontenaille, Mormont, Ollomont, Pisserotte, Sommerain, Taverneux, Vellereux, Vissoûle, Wandebourcy en Wilogne.

## Demografische evolutie

### Demografische evolutie voor de fusie
- Bronnen:NIS, Opm:1831 tot en met 1970=volkstellingen

### Demografische evolutie van de fusiegemeente
Alle historische gegevens hebben betrekking op de huidige gemeente, inclusief deelgemeenten, zoals ontstaan na de fusie van 1 januari 1977.
- Bronnen:NIS, Opm:1831 tot en met 1981=volkstellingen; 1990 en later= inwonertal op 1 januari

| Inwoners van jaar tot jaar op 1 januari 1992 tot heden | Inwoners van jaar tot jaar op 1 januari 1992 tot heden | Inwoners van jaar tot jaar op 1 januari 1992 tot heden |
| jaar                                                   | Aantal                                                 | Evolutie: 1992=index 100                               |
| ------------------------------------------------------ | ------------------------------------------------------ | ------------------------------------------------------ |
| 1992                                                   | 4.294                                                  | 100,0                                                  |
| 1993                                                   | 4.304                                                  | 100,2                                                  |
| 1994                                                   | 4.337                                                  | 101,0                                                  |
| 1995                                                   | 4.399                                                  | 102,4                                                  |
| 1996                                                   | 4.461                                                  | 103,9                                                  |
| 1997                                                   | 4.405                                                  | 102,6                                                  |
| 1998                                                   | 4.501                                                  | 104,8                                                  |
| 1999                                                   | 4.494                                                  | 104,7                                                  |
| 2000                                                   | 4.501                                                  | 104,8                                                  |
| 2001                                                   | 4.528                                                  | 105,4                                                  |
| 2002                                                   | 4.565                                                  | 106,3                                                  |
| 2003                                                   | 4.582                                                  | 106,7                                                  |
| 2004                                                   | 4.624                                                  | 107,7                                                  |
| 2005                                                   | 4.688                                                  | 109,2                                                  |
| 2006                                                   | 4.749                                                  | 110,6                                                  |
| 2007                                                   | 4.802                                                  | 111,8                                                  |
| 2008                                                   | 4.825                                                  | 112,4                                                  |
| 2009                                                   | 4.900                                                  | 114,1                                                  |
| 2010                                                   | 4.988                                                  | 116,2                                                  |
| 2011                                                   | 5.008                                                  | 116,6                                                  |
| 2012                                                   | 5.044                                                  | 117,5                                                  |
| 2013                                                   | 5.090                                                  | 118,5                                                  |
| 2014                                                   | 5.134                                                  | 119,6                                                  |
| 2015                                                   | 5.176                                                  | 120,5                                                  |
| 2016                                                   | 5.177                                                  | 120,6                                                  |
| 2017                                                   | 5.232                                                  | 121,8                                                  |
| 2018                                                   | 5.222                                                  | 121,6                                                  |
| 2019                                                   | 5.193                                                  | 120,9                                                  |
| 2020                                                   | 5.207                                                  | 121,3                                                  |
| 2021                                                   | 5.236                                                  | 121,9                                                  |
| 2022                                                   | 5.233                                                  | 121,9                                                  |
| 2023                                                   | 5.292                                                  | 123,2                                                  |
| 2024                                                   | 5.307                                                  | 123,6                                                  |
| 2025                                                   | 5.336                                                  | 124,3                                                  |

## Sport
Houffalize wordt door mountainbikers gezien als de Belgische hoofdstad van het mountainbiken. Tot 2010 vond er elk jaar een wereldbekerwedstrijd mountainbike plaats. In 2011 stond er geen wereldbeker meer op het programma, maar werden er voor het eerst onder meer een driedaagse en een downhill georganiseerd. In het wegwielrennen is de stad bekend van de jaarlijkse passage eind april van Luik-Bastenaken-Luik. Op de terugweg vanuit Bastenaken trekt het peloton via de Place Roi Albert over de steile beklimming Rue Saint-Roch.

## Toerisme
Het toerisme is belangrijk. De natuur, met ook Le Hérou, het geklasseerd onroerend erfgoed, het kanaal van Bernistap met de onafgewerkte tunnel, de stuwdam en stuwmeer van Nisramont en het themapark Houtopia zijn bezienswaardigheden. Ook de aanwezigheid van een actieve beverkolonie bij het gehucht Cetturu, dat behoort bij het dorp Tavigny, behoort tot de aantrekkingspunten van de stad.
Een groter vakantieverblijf van Houffalize, gelegen aan de rand van de stad, is Ol Fosse d'Outh, een vakantiecentrum van Vayamundo met 300 kamers en ook voor niet verblijfsgasten te bezoeken subtropisch zwembad Aqua l’O.

## Politiek

### Resultaten gemeenteraadsverkiezingen sinds 1976
| Partij                                                                  | 10-10-1976 | 10-10-1976 | 10-10-1982 | 10-10-1982 | 9-10-1988 | 9-10-1988 | 9-10-1994 | 9-10-1994 | 8-10-2000 | 8-10-2000 | 8-10-2006 | 8-10-2006 | 14-10-2012 | 14-10-2012 | 14-10-2018 | 14-10-2018 | 13-10-2024 | 13-10-2024 |
| Stemmen / Zetels                                                        | %          | 15         | %          | 15         | %         | 15        | %         | 15        | %         | 15        | %         | 15        | %          | 17         | %          | 17         | %          | 17         |
| ----------------------------------------------------------------------- | ---------- | ---------- | ---------- | ---------- | --------- | --------- | --------- | --------- | --------- | --------- | --------- | --------- | ---------- | ---------- | ---------- | ---------- | ---------- | ---------- |
| EA1 / GS2 / Gestion & ServiceC                                          | 50,01      | 8          | 44,092     | 7          | 51,612    | 8         | 56,862    | 9         | 59,032    | 9         | 54,922    | 9         | 47,62      | 9          | 47,68C     | 9          | 100,00C    | 17         |
| UC1 / HGN2 / GIP3 / ACA / OUVERTB / Ecouter Agir4 / Alternative5 / G&SC | 20,781     | 3          | 19,982     | 2          | 22,413    | 3         | 43,14A    | 6         | 40,97B    | 6         | 26,264    | 4         | 18,495     | 2          | 47,68C     | 9          | 100,00C    | 17         |
| PRL1 / IC2 / ACA / OUVERTB / L'essentiel3                               | 29,221     | 4          | 35,932     | 6          | 25,982    | 4         | 43,14A    | 6         | 40,97B    | 6         | -         |           | 33,923     | 6          | 46,173     | 8          | -          |            |
| Racines                                                                 | -          |            | -          |            | -         |           | -         |           | -         |           | 18,83     | 2         | -          |            | -          |            | -          |            |
| AC                                                                      | -          |            | -          |            | -         |           | -         |           | -         |           | -         |           | -          |            | 1,42       | 0          | -          |            |
| Houffalize+                                                             | -          |            | -          |            | -         |           | -         |           | -         |           | -         |           | -          |            | 4,73       | 0          | -          |            |
| Totaal stemmen                                                          | 3022       | 3022       | 2936       | 2936       | 2959      | 2959      | 3044      | 3044      | 3107      | 3107      | 3420      | 3420      | 3558       | 3558       | 3692       | 3692       | 3565       | 3565       |
| Opkomst %                                                               |            |            |            |            | 95,61     | 95,61     | 95,63     | 95,63     | 93,9      | 93,9      | 95,61     | 95,61     | 92,34      | 92,34      | 93,54      | 93,54      | 89,66      | 89,66      |
| Blanco en ongeldig %                                                    | 1,59       | 1,59       | 1,81       | 1,81       | 2,3       | 2,3       | 4,04      | 4,04      | 5,89      | 5,89      | 5,12      | 5,12      | 5,28       | 5,28       | 4,90       | 4,90       | 6,73       | 6,73       |